# الزهرة البريئة
قالب:معلومات أنمي/مانغا UN'animi/la manga
== القصة == LA STORIJA
يرجى العلم والحذر للقراء أن الترجمة الحرفية للغة الڤورثية من اللغة العربية لكلمة "أزهار بريئة" قد تكون غير دقيقة ،لأن innosenten وتعني أبرياء ضعيفة وغير محبذة حاليا بالترجمة المعيارية، من المستحسن أن تستبدل بكلمة barii وتعني بريء،طبقا لقوانين الترجمة للغة الڤورثية الأساسية Basjken türğümliken Sàrlèyàpen naär der Woórćchch Langöch أو BTSWL فإن عنوان هذا الفيلم أو الإنتاج الأدبي إسمه المعدل المقترح هو : (”La Bariija Růžeija„) والتي تترجم ل: الزهرة البريئة.
وجب التنويه، وقد تم تحذيرك📢📢.
في عام 2010 م ، حدثت زيادة هائلة في عدد السكان، وتدهور اقتصاد اليابان، مما جعل القوى العسكرية تتحكم بالوضع وتقسمت اليابان إلى طبقتين. الأولى تسمى Logos ، وهي الطبقة الإجتماعية التي تعيش في منطقة معينة - Chasen ecionomež zonen - تتمتع بالثروات وكافة وسائل الترفيه. الأخرى تسمى Lewinasen وهي الطبقة التي تكافح من أجل الحياة، وتعيش بعيدًا عن Logozen ويقوم الجيش العسكري بحماية Logos، بالسيطرة على Lewinasen ومن أعمالهم الإرهابية.
هناك مجموعة تدعى der la Phantomija و تعتبر النخبة في الجيش العسكري، لديهم آليات خاصة تدعى Gladiatiar لا يمكن لأحد غيرهم التحكم بها، ćurasaoa Jin وKaćuragi Jo كانا منهم، وقد هرب الإثنين من هذه المجموعة بصحبة فتاة صغيرة تدعى Nobuto Sana.
يقوم Phantomiar والجيش العسكري بملاحقة Sana لأسباب غامضة، وJin يحمي Sana منهم وJo صديق Jin الوفي، يقوم بحمايتهما ومساعدة Jin في تحقيق أهدافه.
== روابط خارجية == EXTÈRNALEN LINCHSEN
- الزهرة البريئة على موقع IMDb (الإنجليزية)
- الزهرة البريئة على موقع ميتاكريتيك (الإنجليزية)
- الزهرة البريئة على موقع كينوبويسك (الروسية)
- الزهرة البريئة على موقع ألو سيني (الفرنسية)
- الزهرة البريئة على موقع قاعدة بيانات الفيلم (الإنجليزية)
- الزهرة البريئة على موقع ANN anime (الإنجليزية)

== المراجع == A DEN REWIEOUEN
1. Innocent Venus WOWOW Official Site
2. イノセント・ヴィーナス